# A&R
A&R (artists and repertoire) − termin związany z przemysłem muzycznym. Jest to dział artystyczny firmy fonograficznej, który zajmuje się odnajdowaniem artystów i ich rozwojem. Jest ogniwem łączącym artystę z firmą fonograficzną, pomaga artyście związanemu z wytwórnią płytową rozwijać się pod kątem artystycznym i komercyjnym. Praca nad albumem zaczyna się właśnie w dziale A&R, który zajmuje się szukaniem nowych krajowych wykonawców, pomocą przy doborze zarówno repertuaru, jak i producentów. Dział ten koordynuje cały proces tworzenia płyty w studiu aż do powstania ostatecznego nagrania.
Osoba pracująca jako A&R jest często pomocna w negocjacjach umów, znalezieniu autorów tekstów piosenek i producentów nagrań potencjalnie zainteresowanych gatunkiem muzyki wykonywanym przez danego piosenkarza, jak i układaniu kalendarza sesji nagraniowych. Do obowiązków takiej osoby należy utrzymywanie kontaktów z osobami na podobnych stanowiskach pracujących w wydawnictwach muzycznych w celu zdobywania nowych tekstów piosenek i materiału od renomowanych autorów piosenek.
Wbrew obiegowej opinii dział A&R nie zajmuje się przesłuchiwaniem taśm demo przesłanych do firmy nagraniowej przez aspirujących muzyków. Działy A&R firm nagraniowych w Stanach Zjednoczonych zazwyczaj akceptują tylko zamówione materiały demo (tzw. solicited demos) lub uzyskane od partnerów biznesowych, do których mają zaufanie. Jednakże firmy nagraniowe spoza USA i niezależne firmy nagraniowe wciąż przyjmują niezamówione materiały demo (tzw. unsolicited demos).